# Ludovik Crijević Tuberon
Ludovik Alojzije Crijević Tuberon (lat. Ludovicus Cerva Tubero, Dubrovnik, 17. listopada 1458. – Dubrovnik, lipanj 1527.) bio je benediktinac hrvatski latinist, koji se prije svega istaknuo radom na historiografiji.

## Životopis
Rođen u Dubrovniku, studirao je filozofiju, teologiju i matematiku u Parizu. Razvrgnuvši sklopljeni brak, u 25. godini života priključio se benediktinskom redu i posvetio se proučavanju djela antičkih rimskih povjesničara i istraživanju domaće povijesti. Dvadesetak godina bio je opat samostana sv. Jakova u Višnjici kraj Dubrovnika gdje je i umro.

## Djela
Glavno je Tuberonovo djelo Zapisi o svom vremenu (Commentarii de temporibus suis) u jedanaest knjiga, objavljeno prvi put 1603., a zatim nekoliko puta pretiskano. Ovo povijesno djelo obuhvaća razdoblje od smrti kralja Matije Korvina (1490.) do smrti pape Lava X. (1521.) te predstavlja prvorazredni izvor za razdoblje Jagelovića u Ugarskoj (1440. – 1444. i 1490. – 1526). U njemu Tuberon, ugledajući se na Salustija i Tacita, tečno i slikovito prikazuje događaje, ličnosti, društvene i gospodarstvene prilike na širokom prostoru od Budima do Carigrada u razdoblju od 1490. do 1522. godine. Vrlo su zanimljivi ekskurzi u dalju prošlost te anegdotski i novelistički umetci sa psihološkom karakterizacijom pojedinih ličnosti. Djelo je pisano klasičnim latinitetom, koji je autoru pribavio ime "dubrovačkog Salustija", te odaje piščev slobodan duh koji je tolerantan prema reformskim pokretima te oštro kritizira visoki kler i vatikansku politiku, zbog čega je crkva to povijesno djelo 1734. stavila na "Popis zabranjenih knjiga" (Index Librorum Prohibitorum).
Crijevićeva rasprava O podrijetlu, običajima i podvizima Turaka (De Turcarum origine, moribus et rebus gestis) objavljena je 1590., a 1790. tiskan je njegov pregled povijesti Dubrovnika pod naslovom O podrijetlu i razvoju dubrovačkoga grada (De origine et incremento urbis Rhacusanae). Oba su djela zapravo odlomci iz Zapisa.

## Vanjske poveznice
Mrežna mjesta
- Vlado Rezar, Dubrovački humanistički historiograf Ludovik Crijević Tuberon, Anali Zavoda za povijesne znanosti HAZU u Dubrovniku, No.37, kolovoz 1999., Hrčak
- Commentarii de temporibus suis, Croatiae auctores Latini, www.ffzg.unizg.hr, tekst Zapisa na latinskom jeziku (lat.)